# Фарината

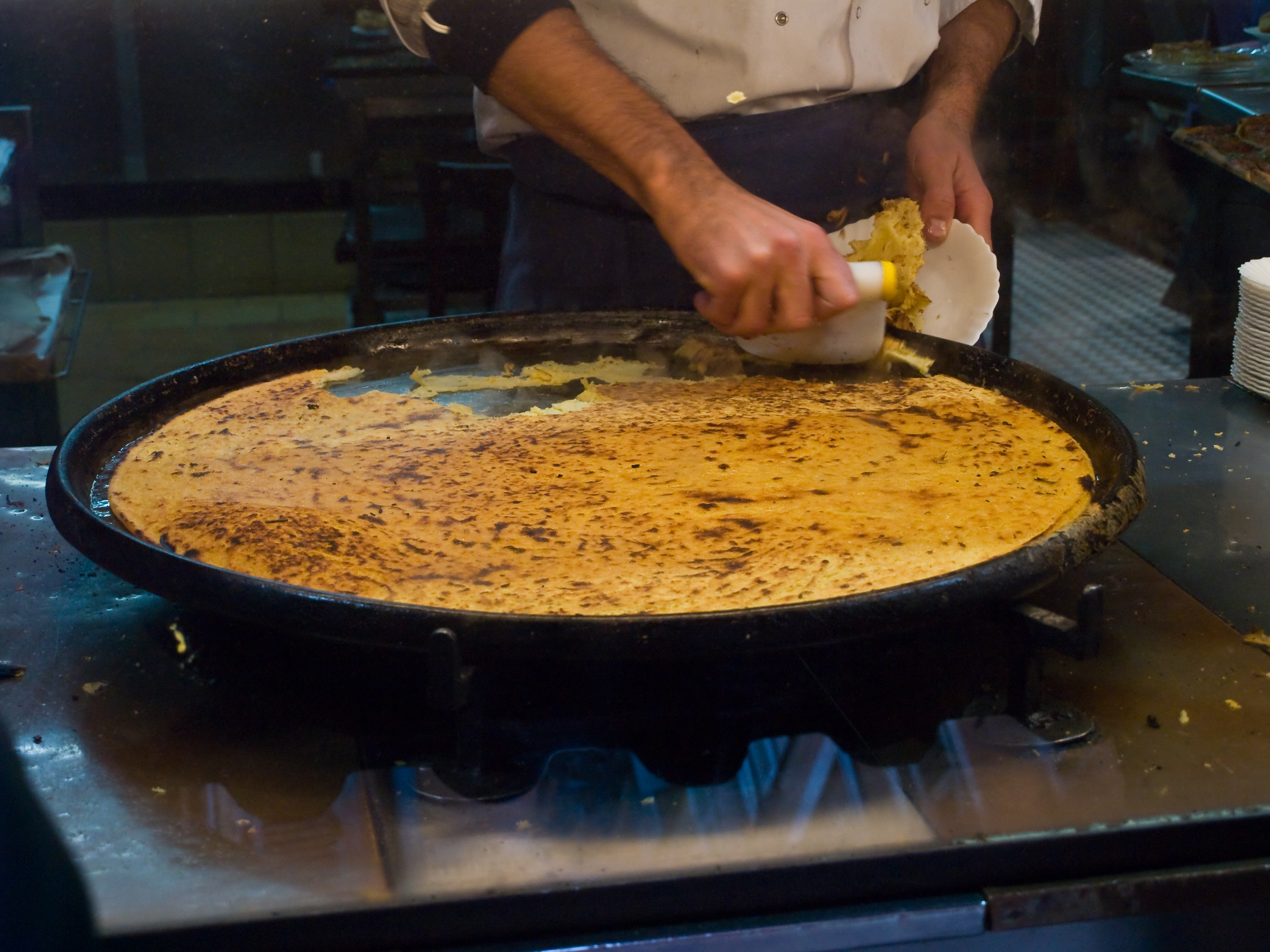
Сокка прямо из печи продаётся в Ницце на Французской Ривьере

Фарина́та (фаина́, со́кка, то́рта ди че́чи, чечи́на) — тонкий, пресный блин (или лепёшка) из нутовой муки, характерное генуэзское блюдо, ставшее традиционным также в других регионах на побережье Лигурийского моря от Ниццы до острова Эльба. Выходцы из Лигурии сделали это блюдо популярным также в Аргентине и Уругвае.
Происхождение этого блюда неизвестно, изготовление лепёшек восходит к дописьменной эпохе, так же, как выращивание нута и, предположительно, изготовление из него муки. По одной из легенд, фарината произошла от хлеба, который римские солдаты в походе жарили на своих щитах.
В стандартном итальянском блюдо называется фарината («сделанная из муки»), а в лигурийском, особенно в его генуэзском диалекте, это хлебное изделие известно как фаина́ (fainâ [faiˈna]). В Ницце и на Лазурном Берегу её называют сокка, в Тоскане — чечина («сделанная из нута») или торта ди чечи («пирог из нута»). В Уругвае и Аргентине фарината тоже очень популярна (по-видимому, из-за значительной миграции с севера Италии), там её называют фаина́.
Фарината готовится из жидкого теста, полученного добавлением нутовой муки в смесь воды и оливкового масла. Тесто заливают на сковороду слоем в 4 мм толщиной и пекут нескольких минут, традиционно в открытой печи. Фаринату приправляют свежим розмарином, перцем и морской солью. Традиционно её нарезают на треугольные куски неправильной формы и едят без соуса с небольших тарелок, посыпая чёрным перцем по вкусу. Фарината может выступать также как средний слой между двумя кусками фокаччи (в Пизе) или между двумя ломтями хлеба, как принято в Ливорно. Фарината продаётся в пиццериях и пекарнях, популярная уличная еда.

## Разновидности

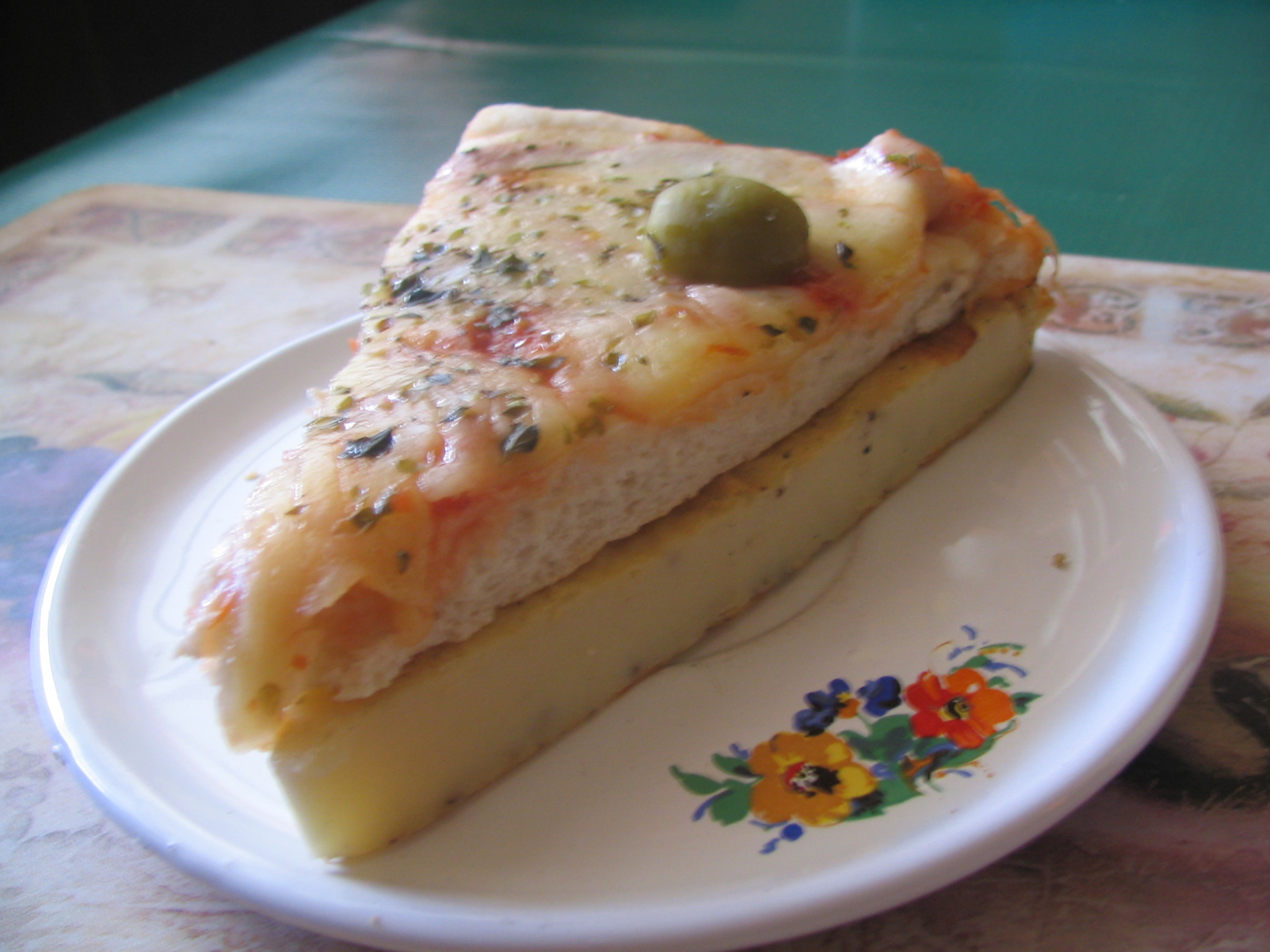
Пицца поверх фаринаты — популярный аргентинский формат

На тосканском побережье к югу от Лигурии, особенно в Пизе, Ливорно, Лукке чечина выпекается в печи, её не украшают розмарином.
В Сассари на Сардинии из-за исторических связей с Генуей файне́ дженове́зе (генуэзская фарината) — обычное блюдо.
В Савоне (провинция в Лигурии к западу от Генуи) готовят разновидность фаринаты, известную как «белая фарината» (farinata bianca). Вместо нутовой муки берут пшеничную.
В Генуе разновидности фаринаты могут включать лук или артишоки, но наиболее известен рецепт fainâ co i gianchetti («фарината с мальками»); её однако трудно найти из-за ограничений в сфере рыболовства.
В Аргентине и Уругвае (куда тысячи лигурийских переселенцев прибыли на рубеже XIX и XX веков) фарината известна как fainá — очевидно прямое заимствование лигурийского названия fainâ. Её часто едят, положив вторым слоем под пиццу (a caballo).